# Diego Vega
Diego Vega (1968) is een hedendaags Colombiaans componist, muziekpedagoog en dirigent.

## Levensloop
Vega studeerde aan de Universidad Javeriana in Bogota, Colombia, waar hij zijn Bachelor of Music behaalde. Verder studeerde hij aan het Cincinnati College-Conservatory of Music in Cincinnati, Ohio, waar hij zijn Master of Music behaalde en aan de Cornell University in Ithaca, New York, waar hij promoveerde. Naast andere leraren waren zijn compositie-leraren: Guillermo Gaviria, Ricardo Zohn-Muldoon, Joel Hoffman, Roberto Sierra en Steven Stucky.
Aansluitend was hij professor voor compositie en muziektheorie aan de Setnor School of Music aan de Syracuse University in Syracuse, New York. Tegenwoordig is hij weer terug in Colombia en is nu assistent-professor aan de faculteit voor muziek aan de Universidad Javeriana in Bogota, Colombia.
Als componist schrijft hij werken voor solisten, verschillende kamer-ensembles, orkesten, harmonieorkesten, koren, computer- en elektronische muziek. Qua stijl verwerkt hij elementen van Colombiaans traditionele muziek in verschillende van zijn werken.
Hij heeft al een aantal prijzen en onderscheidingen op zijn naam staan, zoals de eerste prijs in 2004 van de Premio Nacional de Música 2004 en Colombia, de Concurso anual de composición van het Ensemble X in 2004 en in 2002 de Premio del vigésimo aniversario de Alea III. Hij ontving studiebeursen van de Fulbright Foundation en de Sage Fellowship at Cornell University.
Diego Vega is een van de meest gespeelde hedendaagse componisten uit Colombia.

## Composities

### Werken voor orkest
- 1992 Sinfonía, voor strijkorkest
- 1993 Sinfonía en un Movimiento
- 1996 Concierto, voor klarinet en orkest
- 2002 Movimiento, voor piano en kamerorkest
- 2007 Tumbaos, voor orkest

### Werken voor harmonieorkest
- 1998 Audi Reliqua, voor harmonieorkest
- 2003 Selección Múltiple para Vientos

### Missen, cantates en gewijde muziek
- 1994-1995 Misa de Pentecostés, voor gemengd koor, kinderkoor, orgel, koperkwintet en pauken
- 1995 Motetes Notre-Dame, voor gemengd koor

### Werken voor koren
- 2004 Canticum Novum, voor gemengd koor

### Kamermuziek
- 1990 Sonata, voor klarinet en piano
- 1991 Suite para Cuarteto de Maderas, voor fluit, hobo, klarinet en fagot
- 1999 De Profundis, voor fluit, klarinet, viool, cello, piano en slagwerk
- 2000 Strijkkwartet
- 2000 Diferencias, voor fluit, klarinet, viool, cello, piano en slagwerk
- 2001 (Di)Ego Dixi, voor fluit en piano
- 2004 hlör u fang axaxaxas mlö, voor klarinet, viool, cello en piano
- 2006 Nocturno, voor altviool en piano

### Werken voor piano
- 1990 Cuatro Piezas para Piano
- 1990 Sonatina

### Elektronische muziek
- 1999 iii..., voor computer
- 2000 Este pueblo está lleno de ecos, voor computer

- International Standard Name Identifier: 0000 0000 4640 3973
- Library of Congress Control Number: no2002011756
- Virtual International Authority File: 39037308
- WorldCat: E39PBJpV84yhGWJqjrDJ3j63Qq